# سيرينيات
السيرينيات (الاسم العلمي: Cyrenidae)، فصيلة محار من رتبة محاريات.

## الأجناس
الأجناس التي تشملها هذه الفصيلة:
- Batissa Gray, 1853
- صخلود Megerle von Mühlfeld, 1811
- Cyanocyclas Blainville, 1818
- Geloina Gray, 1842
- Polymesoda Rafinesque, 1820
- Villorita Gray, 1833

تصنيفات مرادفة منقولة
- †Cyrenida:[2] مرادف لصخلود Megerle von Mühlfeld, 1811
- فُصيلة Polymesodinae Habe, 1977: مرادفة لـ Cyrenidae Gray, 1847